# 石家庄市中山体育场
石家庄市中山体育场是中国河北省石家庄市的一处综合体育场馆设施，位于石家庄市自强路117号，由户外田径体育场和多功能室内体育馆（中山体育馆）组成，是石家庄市中山少年业余体育学校的主要场地。场地和学校始建于1955年，目前仍是石家庄的主要体育设施之一。

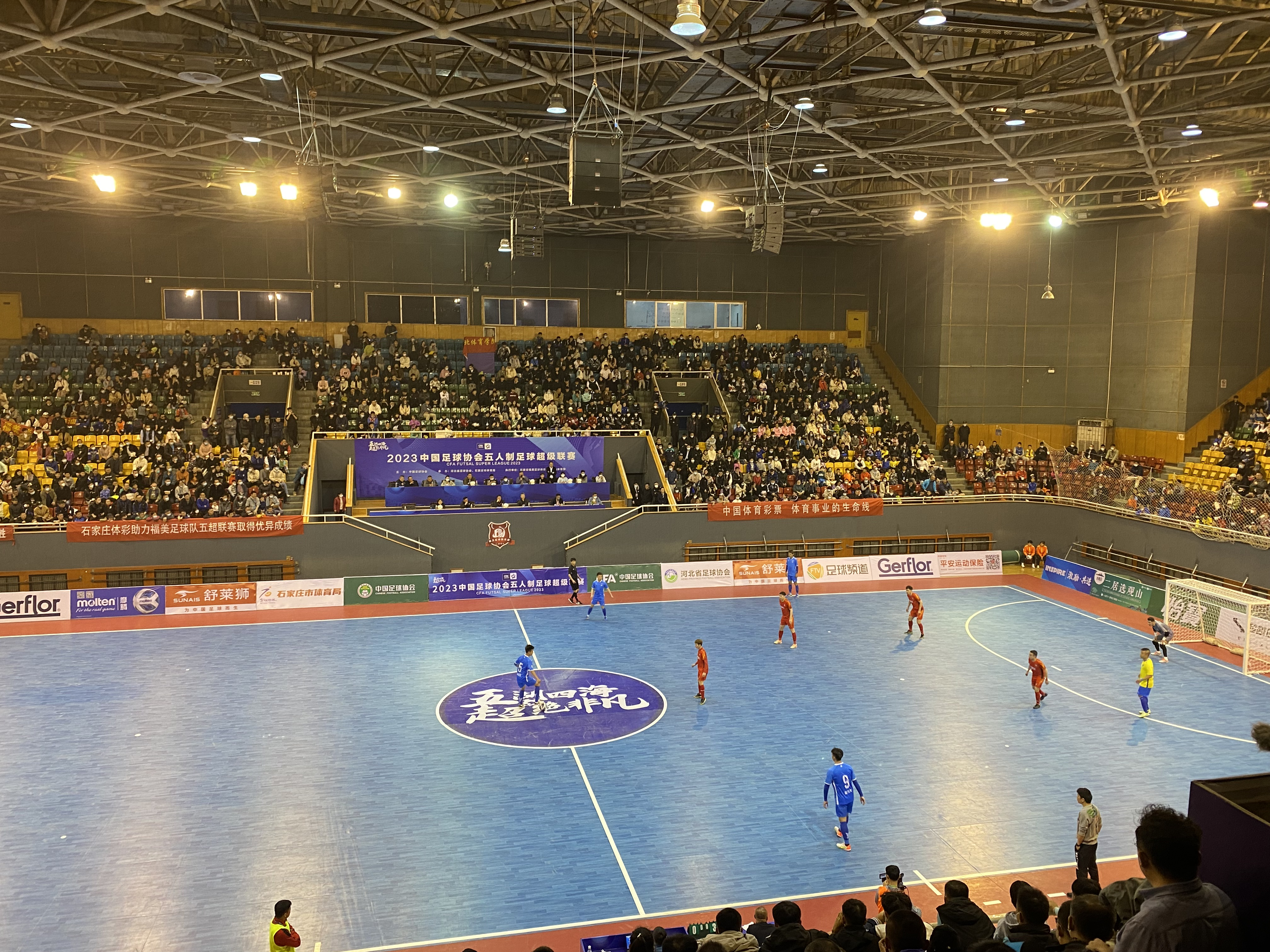
中山体育馆内部